# Jardinero central

Posición en el campo del jardinero central.

El Jardinero central (Center Fielder en inglés) es un jardinero en el béisbol que juega en el jardín central, entre el jardín derecho y el jardín izquierdo. En las anotaciones oficiales las jugadas del jardinero central reciben el número 8.

## La posición
Los jardineros centrales tienen que cubrir grandes distancias, tener rapidez y los instintos necesarios para reaccionar efectivamente a los bateos elevados. Tienen que ser capaces de atajar en movimiento y poder devolver la pelota al cuadro con precisión. Los jugadores aficionados pueden verse en dificultades para concentrarse durante el juego ya que la posición está bastante alejada del cuadro y por ende de gran parte de la acción del juego. 

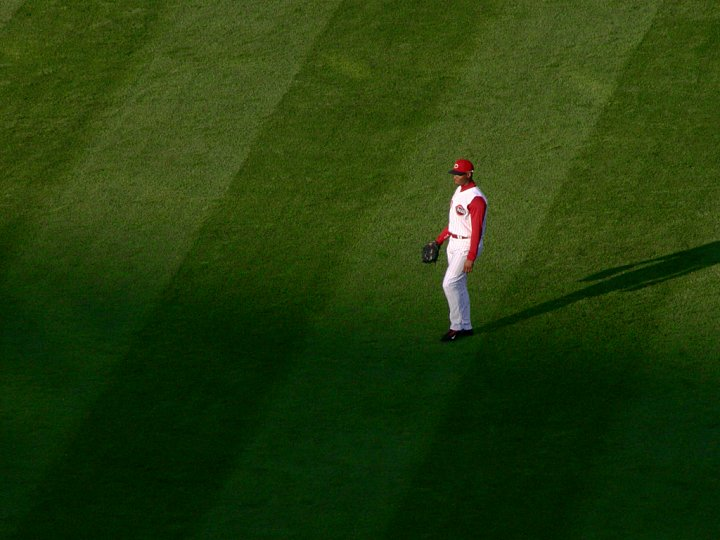
Ken Griffey, Jr., jardinero central de los Cincinnati Reds

También cubren una mayor cantidad de césped (véase la foto), y estadísticamente capturan la mayor cantidad de elevados. A su vez, tienen la responsabilidad de coordinar la gestión para evitar las colisiones con los otros jardineros a la hora de capturar un elevado. Dejando de lado esto, en el momento de fildear, la posición suele ser bastante cómoda ya que la pelota generalmente se dirige en una forma uniforme y no curveada como cuando va dirigida hacía las bandas. Ya que la posición requiere de un buen brazo y de piernas rápidas, los jardinero centrales son una de las posiciones que produce más jonroneros; muchos jardineros centrales como Carlos Beltrán de los New York Mets son conocidos por ser excelentes bateadores y por correr bien las bases. Durante los años 1990 (especialmente, a principios de su carrera) Ken Griffey, Jr. fue otro jardinero central excelente tanto a la ofensiva como a la defensiva.
Cuando un corredor está intentando robar la segunda base el jardinero central debe resguardar la segunda base en caso de que el tiro del receptor a la segunda fuese errado y pasara a los jardines.

## Jugadores del jardín central en elSalón de la Fama
| - Richie Ashburn - Earl Averill - Cool Papa Bell - Willard Brown - Max Carey - Oscar Charleston - Ty Cobb |  | - Earle Combs - Joe DiMaggio - Larry Doby - Hugh Duffy - Ken Griffey Jr. - Billy Hamilton |  | - Pete Hill - Mickey Mantle - Willie Mays - Kirby Puckett - Edd Roush - Duke Snider |  | - Tris Speaker - Turkey Stearnes - Cristóbal Torriente - Lloyd Waner - Zack Wheat - Hack Wilson |

## Otros jardineros centrales destacados
- Franklin Gutiérrez
- Gregor Blanco
- Endy Chávez